# گل‌دندان
گُل‌دندان (نام علمی: Anthodon) نام یک سرده از تیره پاریاسور است.